# Arnór Atlason
Arnór Atlason (ur. 23 lipca 1984) – islandzki piłkarz ręczny, reprezentant kraju. Gra na pozycji rozgrywającego. Obecnie występuje w duńskim AG Kopenhaga. Największy sukces z reprezentacją odniósł podczas Igrzysk Olimpijskich 2008 w Pekinie, zdobywając srebrny medal olimpijski. Podczas mistrzostw Europy w 2010 w Austrii zdobył brązowy medal.

## Osiągnięcia
Reprezentacyjne
- Srebrny medal IO w Pekinie (2008)
- Brązowy medal Mistrzostw Europy w Austrii (2010)

Klubowe
- Złoty medal Mistrzostw Islandii (2002)
- Puchar Islandii (2004)
- Złoty medal Mistrzostw Danii (2008)
- Puchar Danii (2010)

## Odznaczenia
- Krzyż Kawalerski Orderu Sokoła Islandzkiego (2008)[1]